# 브렌던 모로
브렌던 블레어 모로(영어: Brenden Blair Morrow, 1979년 1월 16일~)는 캐나다의 은퇴한 아이스하키 선수로 현역 시절 포지션은 레프트윙이다. 내셔널 하키 리그(NHL)에서 활동했으며 1997년 NHL 드래프트에서 1라운드 25위로 댈러스 스타스의 지명을 받았다. 이후 댈러스 스타스에서 13시즌 동안 활동했고 피츠버그 펭귄스, 세인트루이스 블루스, 탬파베이 라이트닝 소속으로 뛰었다.
국제 대회에 캐나다 주니어 대표팀과 캐나다 대표팀 소속으로 뛰었으며 1999년 세계 주니어 선수권 대회에서 준우승을 차지했다. 또한 캐나다 국가대표팀의 일원으로서 2010년 동계 올림픽에서 금메달을 획득했고 세계 선수권 대회에 4회 참가하여 2004년 대회에서 우승을, 2005년 대회에서 준우승을 차지했다. 또한 2004년 아이스하키 월드컵에서 우승을 차지한 캐나다팀의 일원이다.